# Borolia acutangulata
Borolia acutangulata là một loài bướm đêm trong họ Noctuidae.